# ستيوارت كيلي
ستيوارت كيلي (بالإنجليزية: Stuart Kelly)‏ (1 أغسطس 1981 بغلاسكو في المملكة المتحدة - ) هو لاعب كرة قدم بريطاني في مركز الهجوم. لعب مع نادي أوكلاند سيتي ونادي رينجرز ونادي ستيرلينغشير الشرقية وKhon Kaen F.C. ‏ وساوثرن يونايتد ونادي جنوب ملبورن وPuaikura F.C. ‏ وكانتربيري يونايتد وOulun Palloseura ‏ وOakleigh Cannons FC ‏ وPallo-Kerho 37 ‏ وGlasgow United F.C. ‏.

## وصلات خارجية
- ستيوارت كيلي على موقع قاعدة بيانات كرة القدم.إي يو (الإنجليزية)